# TCPDF
TCPDF es una Open Source Clase/Biblioteca para el Popular Lenguaje de Programación Web PHP v4 y v5, la cual permite crear ficheros PDF al vuelo, es decir dinámicamente.
Dos de las cualidades más apreciadas de esta clase, es su simplicidad a la hora de crear archivos PDF y la capacidad de interpretar código XHTML. 
Actualmente se encuentra en constante desarrollo, la versión más reciente es la TCPDF 6.2.12, publicada el 12 de septiembre de 2015.

## Características principales
- No se necesitan bibliotecas externas para las funciones básicas;
- Soporte para Páginas en Formato ISO
- Soporte de UTF-8 Unicode y RTL idiomas
- Interpretación de HTML
- Método para la creación de código de barras
- Soporte de Fuentes TrueTypeUnicode, TrueType y Type1
- Soporta Configuración de Páginas
- Incluye Métodos para la creación de cabeceras y pies para las páginas
- Quiebre de Hoja Automático
- Número de Hojas Automático
- Quiebre de Línea y Justificación Automática
- Soporte de Imágenes
- Soporta Colores
- Soporta Enlaces Web
- Soporte de Compresión de Páginas
- Apoya el documento cifrado
- Incluye gráficos y métodos de transformación
- Incluye los favoritos
- Incluye JavaScript y las formas de apoyo